# Evangelistario di Gundoino
Nel 754, data conosciuta grazie a un'iscrizione sul codice che oggi è conservato alla Biblioteca di Autun, quasi contemporaneamente all'inizio del regno di Pipino il Breve, il copista Gundoino (Gundohinus) realizza, forse nel convento burgundo di Vosevio, il cosiddetto Evangelistario di Gundoino, commissionato dal monaco Fukulf e da una dama di nome Fausta, forse, ma appare improbabile, il libro venne consegnato in occasione dell'unzione a Saint-Denis di Pipino a opera del papa Stefano II.
L'Evangelistario è composto da dodici cartaglorie che consentono di coordinare i brani analoghi e divergenti dei quattro vangeli canonici, secondo l'ordine dettato da Eusebio di Cesarea. I singoli capitoli si aprono con iniziali decorate.
Segue la pagina con Cristo in trono e i simboli degli evangelisti. La figura di Cristo rigidamente frontale, con la destra alzata in segno di benedizione e il libro aperto nella sinistra è collocata sopra un trono costituito semplicemente da una serie di aste che racchiudono un cuscino. Il tutto è racchiuso da un grande medaglione, disegnato con il compasso, che ha la stessa funzione della mandorla, nello spazio libero tra l'aureola con la croce di Cristo, il trono e la curvatura del medaglione sono inseriti due cherubini individuabili grazie ad un'iscrizione. Ai lati i quattro tondi con i simboli degli evangelisti. La figura centrale di Cristo assomiglia molto alla rappresentazione di Agilulfo sulla lamina proveniente dalla Val di Nievole, conservata al Museo del Bargello a Firenze e datato al VII secolo, in essa Agilulfo in trono, al posto dei cherubini, ha due soldati. Lo stile e le soluzioni adattate richiamano anche un'altra opera longobarda come l'Altare del duca Rachis, in entrambi si notano infatti una rappresentazione grafica e un'espressività molto accentuata.
Da notare è anche l'uso di una tavolozza molto povera e la totale mancanza di tridimensionalità nella resa dello spazio.
Le figure degli evangelisti, in piedi sotto le arcate a tutto sesto e a pagina intera, sono alla fine dei rispettivi quattro vangeli. Le raffigurazioni di questi derivano da decorazioni di manoscritti del VI secolo, realizzate nei territori dell'Impero romano d'Oriente.
La scrittura onciale di Gundoino risulta essere incerta, disomogenea e disordinata, definita da Lowe "a board, bold uncial by an inexpert scribe with a poor sense of spacing", interessante il fatto che Gundoino appaia consapevole della sua inesperienza, definendosi "scriptor imperitus" nella sottoscrizione del testo. Inoltre si notano errori di natura tecnica nell'errata temperatura della penna tagliata troppo larga.